# Ponte (Croazia)
Ponte o Ponte di Veglia (in croato Punat) è un comune croato di 1 953 abitanti che si trova nella parte sud-occidentale dell'isola di Veglia nella regione litoraneo-montana.

## Geografia fisica
Ponte di Veglia dista circa 35 km dal ponte che collega l'isola con la terraferma e si trova sulle rive orientali di un'ampia e protetta insenatura chiamata Val Cassione (Puntarska draga). 
Nel territorio vi sono diverse spiagge, alcune nelle immediate vicinanze delle località, altre raggiungibili soltanto in barca. Uscendo dalla baia, dalla periferia del centro abitato e in tutto lo specchio d'acqua tra Ponte e Bescavecchia ci sono spiaggette di ghiaia calette rocciose ed un mare limpido e cristallino.
All'interno della piccola baia si trova l'isoletta di Cassione (Košljun), molto boscosa, che ha un'estensione di circa 64 ettari e con un piccolo posto d'ormeggio. L'isoletta viene chiamata dai locali Mostir (corruzione dalla parola Monasterum) e la distanza dell'ormeggio di Cassione da Marina di Ponte è di circa 800 metri, mentre la distanza nel punto più vicino tra l'isolotto e l'isola di Veglia è di 190 metri.
La cittadina di Ponte è esposta dall'entroterra alla bora e dalla direzione del mare al libeccio ed è circondata da oliveti, con cui viene prodotto dell'olio d'oliva noto per la sua qualità ed è ancora conservato un mulino per olive del XVII secolo.

## Storia
La città appare per la prima volta in documenti scritti 1377, ma non si conosce il periodo della fondazione.

## Monumenti e luoghi d'interesse
Il centro storico è caratterizzato da viuzze strette, dette calli, sulle quali si affacciano delle piccole case in pietra.

Nella città vi sono il convento delle Carmelitane, le chiese della Santissima Trinità, di San Pietro, di Sant'Andrea, di San Giorgio e le cappelle di San Nicola e di San Rocco. Molto caratteristica è una località chiamata Tre Croci per la presenza di tre croci che si trova lungo un percorso pedonale dove nel periodo pasquale viene svolta una Via Crucis.

Molto caratteristica è a Bescavecchia la chiesa di San Gerolamo che si trova su una caletta. Nella località ci sono monumenti e testimonianze di notevole importanza storica e culturale.

Sull'isola di Cassione sorge un convento francescano. Oltre al monastero ci sono due chiesette: la chiesa dell'Annunciazione di Maria e la cappella di San Bernardino. Il monastero ospita una biblioteca, un museo etnografico ed una mostra permanente di arte sacra.

## Società

### Etnie e minoranze straniere
Nel censimento ufficiale croato del 2001, la municipalità contava 1 876 abitanti, dei quali il 91,04% della popolazione di madrelingua croata, di cui 1784 nel centro principale. Il successivo censimento del 2011, conferma la larghissima maggioranza croata, il 93,16%. Altri gruppi linguistici minoritari sono i bosniaci, gli albanesi, i serbi, gli sloveni e i pochissimi italiani.

### La presenza autoctona di italiani
È presente una piccola comunità di italiani autoctoni che rappresentano una minoranza residuale di quelle popolazioni italofone che abitarono per secoli la penisola dell'Istria e le coste e le isole del Quarnaro e della Dalmazia, territori che appartennero alla Repubblica di Venezia. La presenza di italiani a Ponte è drasticamente diminuita in seguito all'esodo giuliano dalmata, che avvenne dopo la seconda guerra mondiale e che fu anche cagionato dai "massacri delle foibe". Dal censimento del 2011 risulta una piccolissima minoranza italiana, lo 0,20% della popolazione che fa riferimento alla Comunità degli Italiani di Veglia con sede nella cittadina di Veglia.

## Geografia antropica

### Località
Il comune di Ponte o Ponte di Veglia è costituito da 5 insediamenti (naselja), di seguito elencati. Tra parentesi il nome in lingua italiana, a volte desueto.
- Košljun (Cassione[10])
- Marina Punat (Marina di Ponte)
- Punat (Ponte o Ponte di Veglia), sede comunale
- Puntarska draga (Valle di Ponte)
- Stara Baška (Bescavecchia[11] o Besca Vecchia)

## Economia

### Turismo
Bescavecchia, distante 9 km da Ponte, è conosciuta per le sue spiagge che ne fanno una meta turistica.
Il turismo nella località ricevette un impulso sin dal XIX secolo, quando a villeggiare a Ponte si recavano dei reali come Carlotta del Belgio, vedova di Ferdinando Massimiliano d'Asburgo e re Carlo I di Romania.

## Infrastrutture e trasporti
All'interno della baia c'è Marina di Ponte con un piccolo porto ed un cantiere navale, fondato nel 1922, dove vengono eseguiti tutti i lavori relativi alla manutenzione e alla costruzione di diversi tipi di imbarcazioni. Marina di Ponte è il maggior centro croato di turismo nautico. Il porto turistico di Ponte dispone di 750 posti di ormeggio sulla riva e ulteriori 300 posti sulla spiaggia.

## Galleria d'immagini

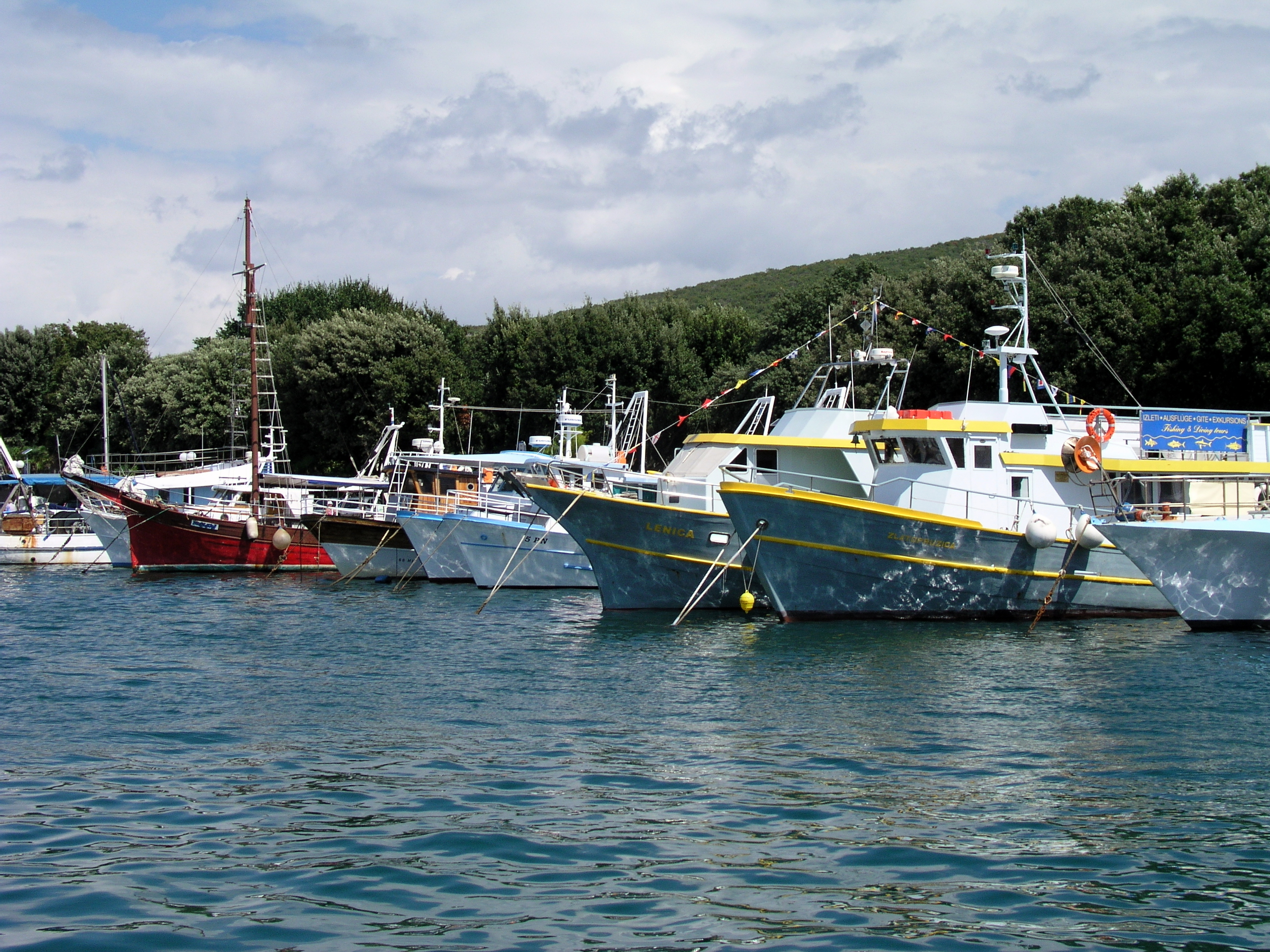
Marina di Punta
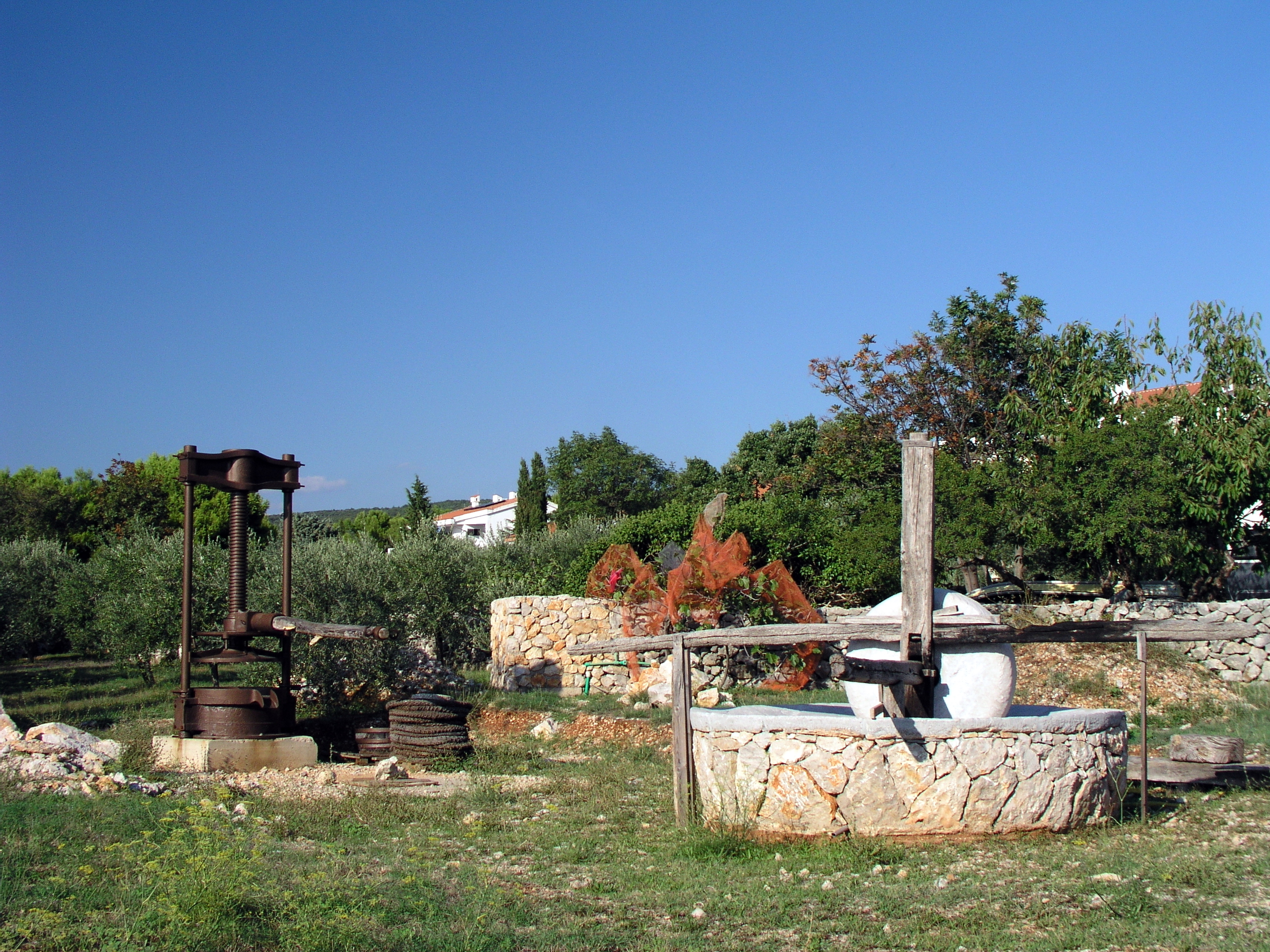
Macina del XVII secolo
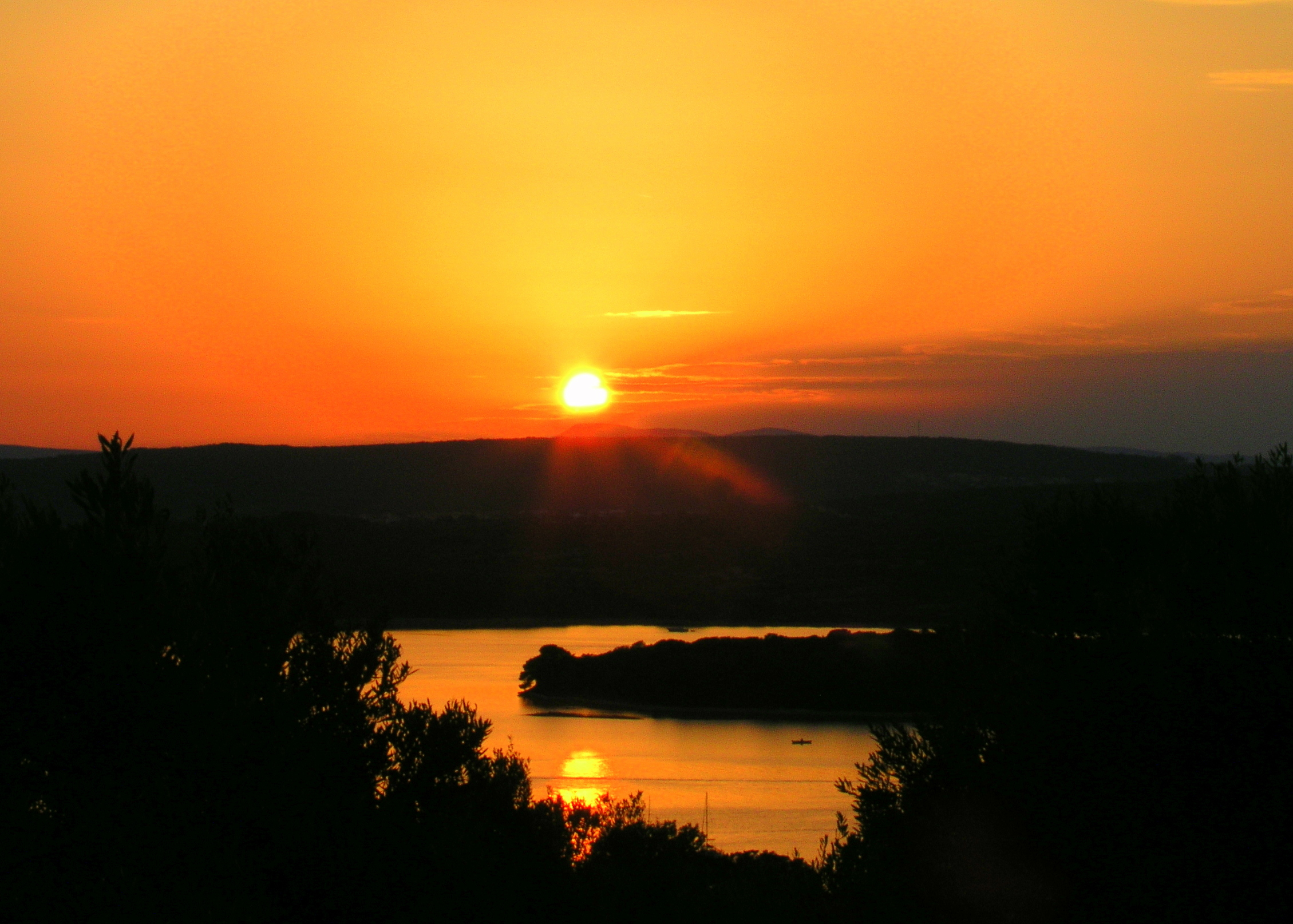
Tramonto sulla baia
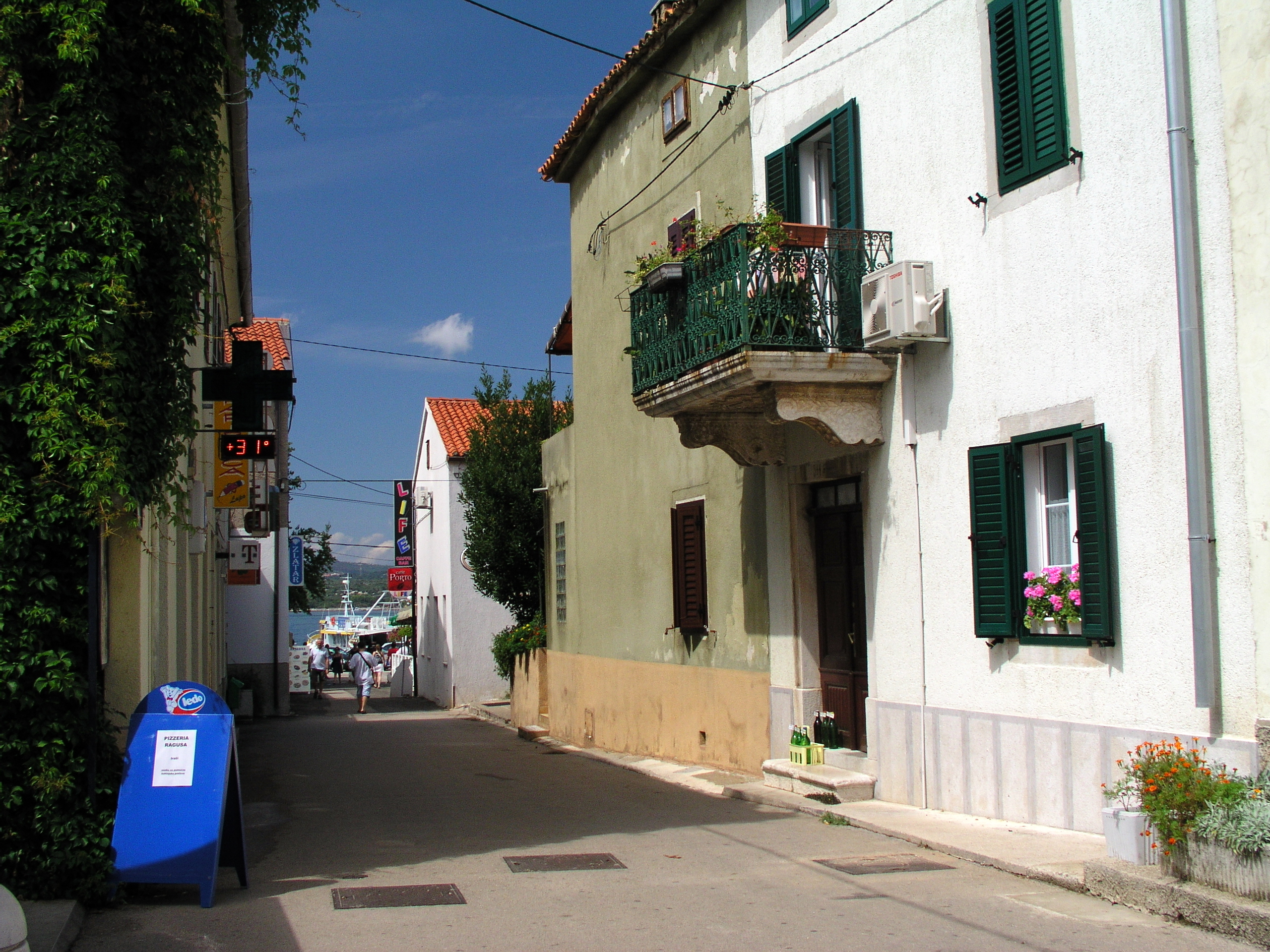
Calle presso la Marina
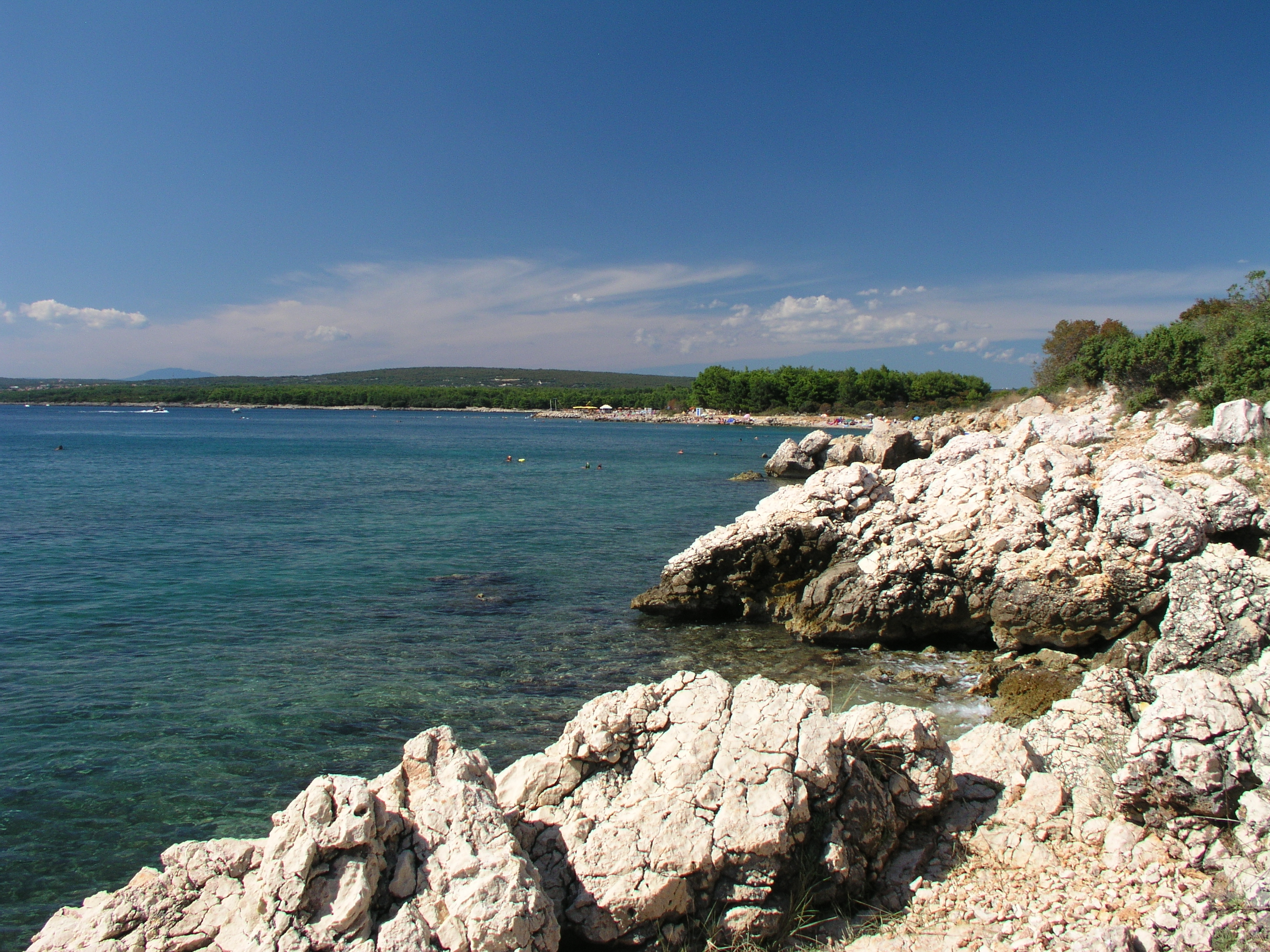
Le acque cristalline della baia di Punta
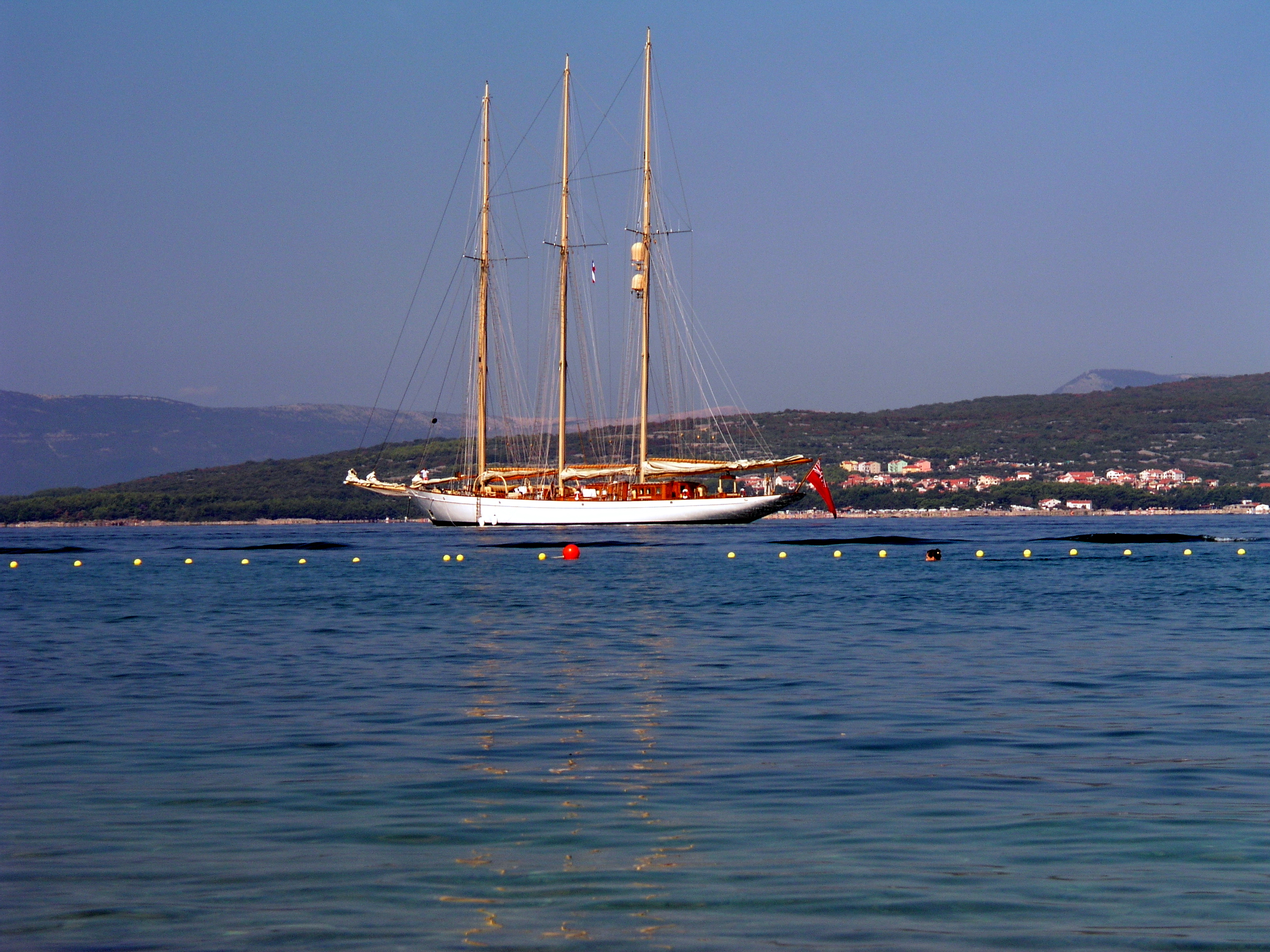
Yacht nella baia
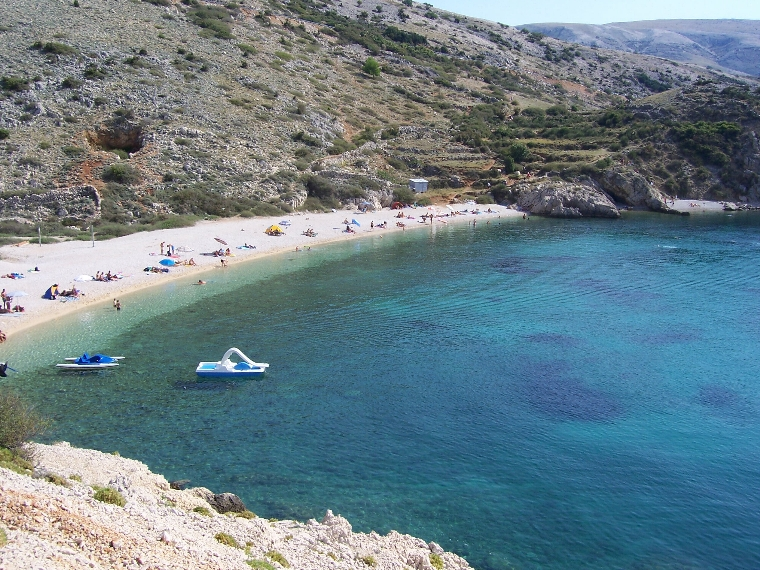
Spiaggia di Bescavecchia
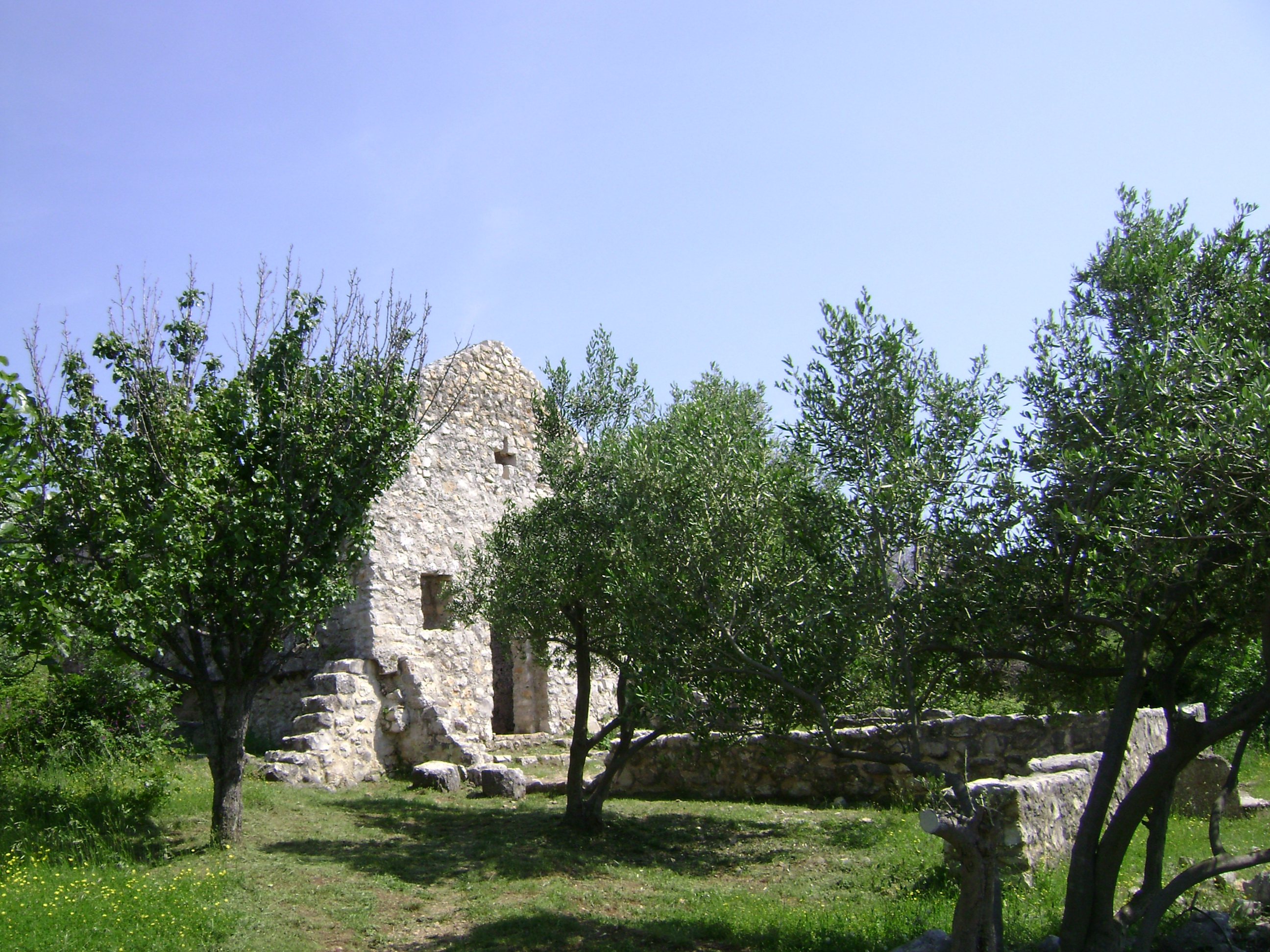
Chiesa di San Gerolamo presso Bescavecchia